# Eriostethus maximus
Eriostethus maximus är en stekelart som beskrevs av Ian D. Gauld 1984. Eriostethus maximus ingår i släktet Eriostethus och familjen brokparasitsteklar. Inga underarter finns listade i Catalogue of Life.